# Camini

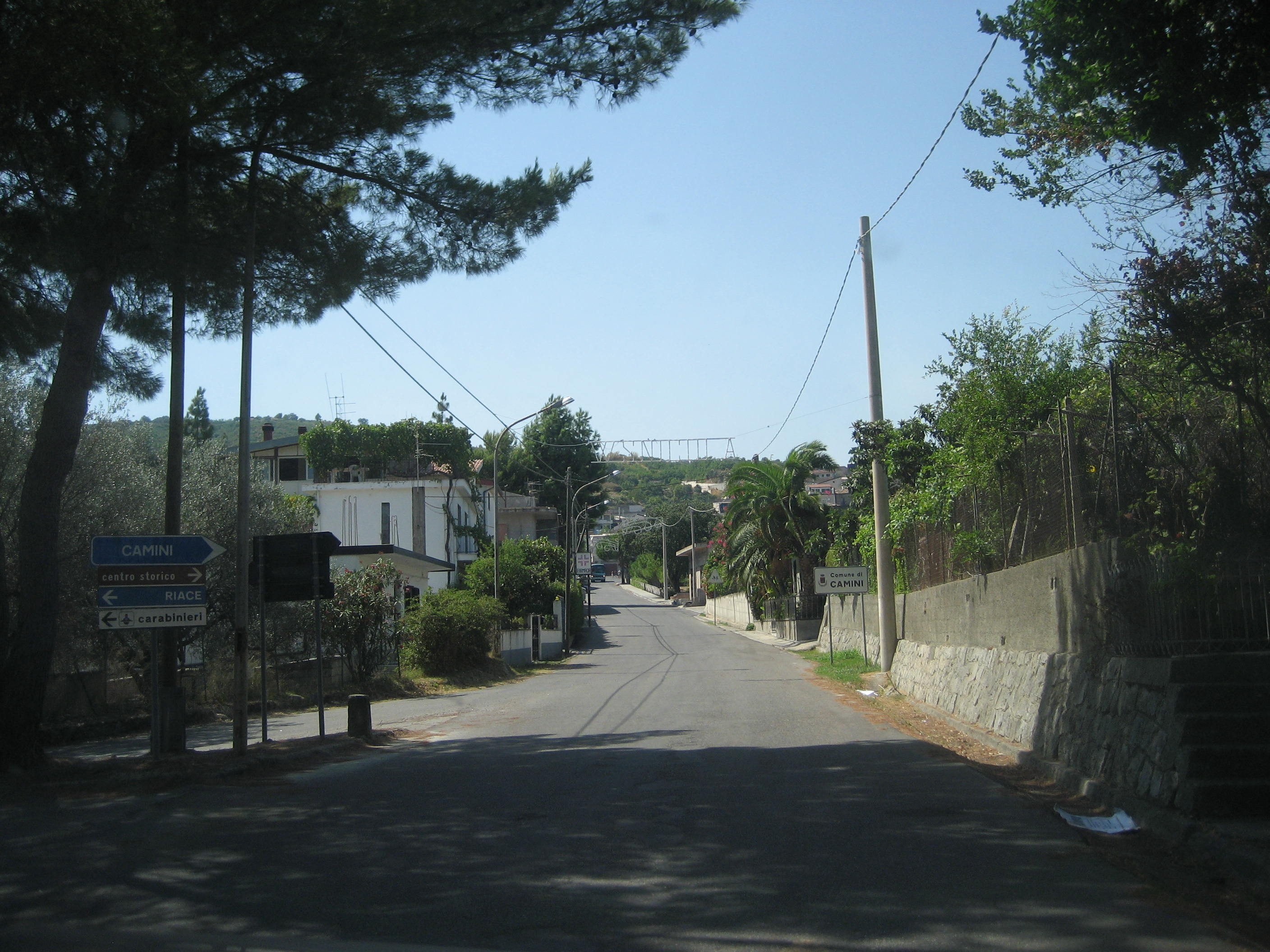
Camini

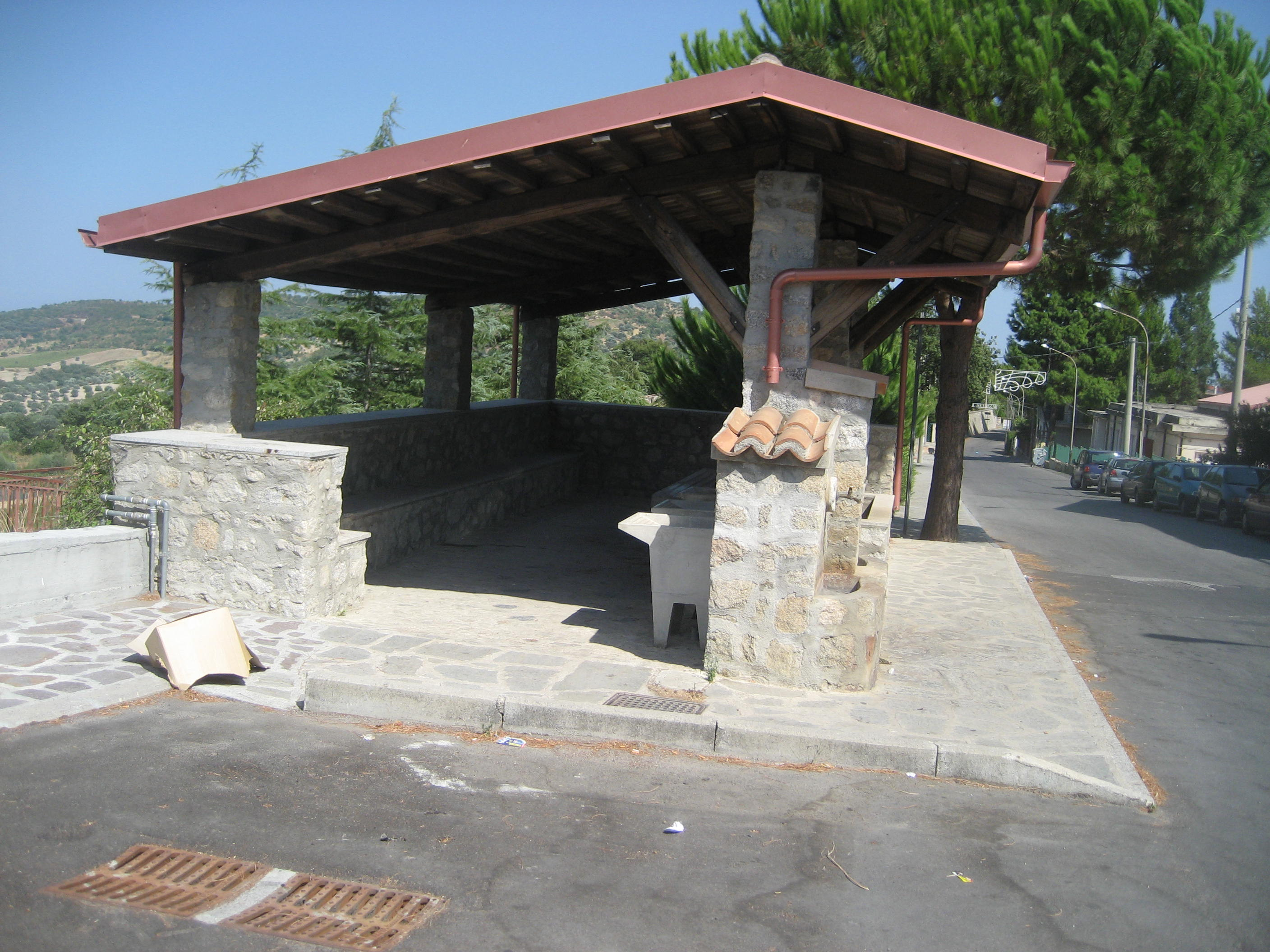
Restaurierte Waschstelle

Camini ist eine italienische Stadt in der Metropolitanstadt Reggio Calabria in Kalabrien mit 782 Einwohnern (Stand 31. Dezember 2023).

## Lage und Daten
Camini liegt 135 km nordöstlich von Reggio Calabria. Ein weiterer Ortsteil ist Ellera. Die Nachbargemeinden sind Riace, Stignano und Stilo.

## Geschichte
Der Ort ist seit der Antike besiedelt. Der Name leitet sich wahrscheinlich von den Kaminen der Keramiköfen (griechisch Kaminion) ab.

## Sehenswürdigkeiten
Sehenswert ist der A Turri, ein Turm aus dem 16. Jahrhundert. In der Kirche Santa Maria Assunta in Cielo sind alte Fresken zu sehen.